# Glasgow City Heliport

i7
i11
i13
Der Glasgow City Heliport (ICAO-Code: EGEG) ist ein Hubschrauberlandeplatz in Glasgow. Er befindet sich in der Linthouse Road in Govan, fünf Kilometer westlich des Stadtzentrums.

## Geschichte

### Alter Hubschrauberlandeplatz

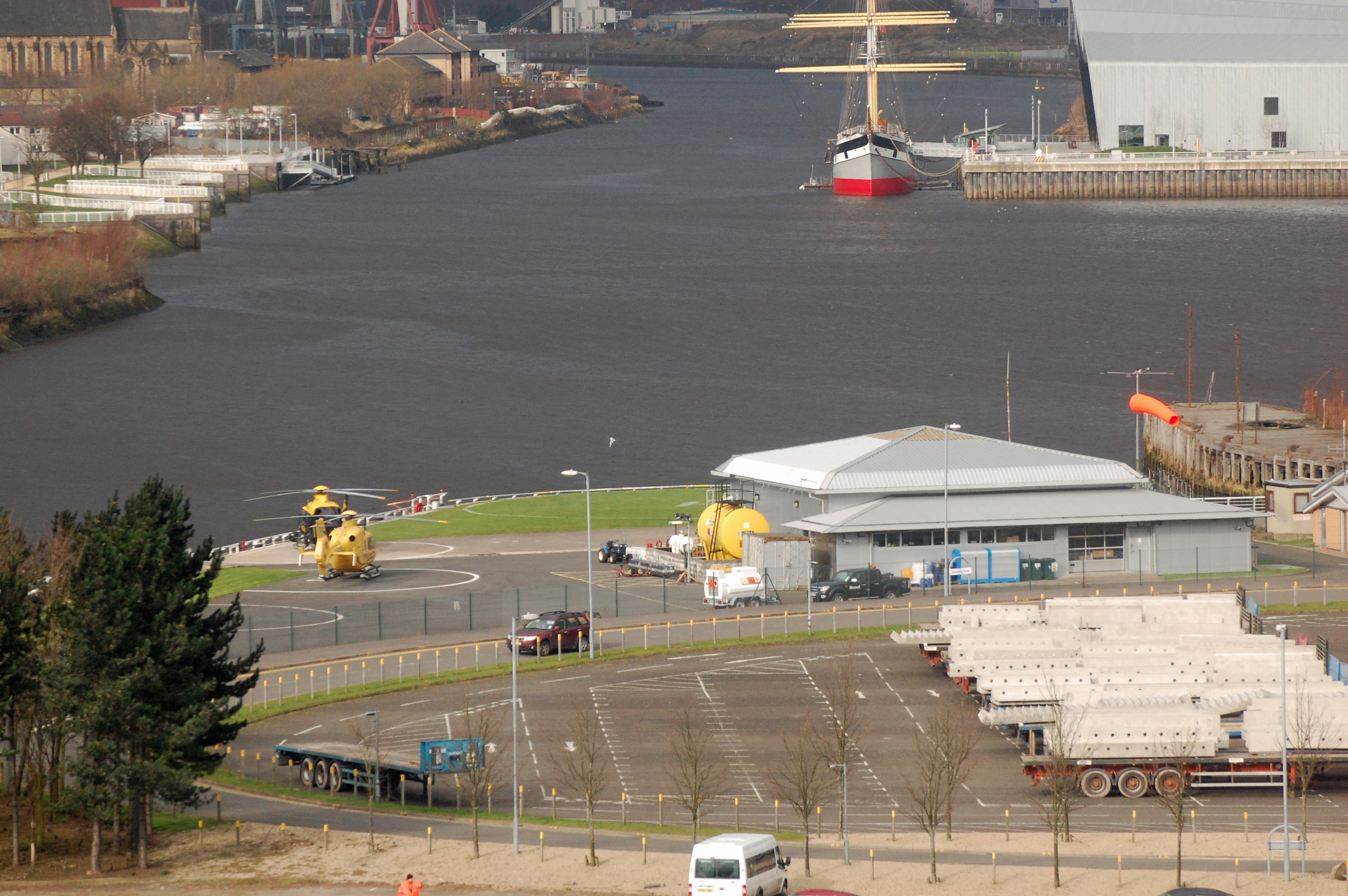
Der Hubschrauberlandeplatz am SECC vor dem Umzug in die Linthouse Road im Jahr 2014

Der ehemalige Standort des Glasgow City Heliport war bis 2014 am Nordufer des Flusses Clyde in Finnieston, 400 Meter westlich des Scottish Exhibition and Conference Centre.

### Neuer Hubschrauberlandeplatz
Der neue Glasgow City Heliport wurde am Südufer des Flusses Clyde auf einen Teil des Geländes der ehemaligen Linthouse Shipbuilding and Engineering Works errichtet, etwa 2,4 Kilometer westlich von seinem alten Standort. Der Hubschrauberlandeplatz ist im Besitz der Babcock Mission Critical Services Onshore Ltd. (ehemals Bond Air Services) und wird von dieser auch betrieben.

## Nutzung
Auf den Glasgow City Heliport befinden sich ein Hangar für Wartungsarbeiten und Instandsetzung sowie sechs Landeplätze (Helipads) für Hubschrauber und es werden kommerzieller Service und touristische Hubschrauberflüge angeboten. Der Hubschrauberlandeplatz ist aber auch die Basis für einen Hubschrauber des schottischen Ambulance Service sowie die operative Basis für die Police Service of Scotland Luftunterstützungseinheit.

## Zwischenfälle
Am 29. November 2013 stürzte ein Polizeihubschrauber des Typs Eurocopter EC 135T2+, der  von Bond Helicopters betrieben wurde (Luftfahrzeugkennzeichen G-SPAO), bei Dunkelheit auf den Pub „Clutha Vault“ am Ufer des Clyde-Flusses im östlichen Teil Glasgows, wobei 10 Menschen getötet wurden. Der Unfallort liegt 5,3 Kilometer ostsüdöstlich des Glasgow City Heliport, der Basis des Hubschraubers. Kurz nacheinander fielen beide Triebwerke aus. Obwohl noch 76 kg Treibstoff im Haupttank verfügbar waren, hatte der sehr erfahrene Pilot weder die hierfür vorgesehenen Pumpen eingeschaltet noch das Verfahren befolgt, innerhalb von 10 Minuten nach Aufleuchten einer entsprechenden Warnlampe zu landen. Daher fielen beide Triebwerke auf Grund fehlender Treibstoffversorgung aus. Auch eine Notlandung durch Autorotation wurde nicht eingeleitet. Bei dem Absturz kamen der Pilot und die beiden an Bord befindlichen Polizisten ums Leben, ebenso wie sieben Besucher des Pubs.